# Варна – Девня (канал)
„Варна – Девня“ е система от дълбоководни плавателни пътища (2 канала и 2 езера) в област Варна, Североизточна България.
Свързва градовете Варна (от изток) и Девня (от запад), тръгвайки от Черно море (Варненски залив) и минавайки през езерата Варненско и Белославско (Девненско) покрай гр. Белослав и няколко села. Общата дължина на целия канално-езерен воден път е 22 километра. По бреговете му са съоръжени редица пристанища.

## История
Идеи за такъв канал има още от ХVІІІ век. Известният британски писател Чарлз Дикенс, военен кореспондент във Варна по време на Кримската война (1853 – 1856), пръв разгласява за проект за такъв канал, разработен от българи, но отхвърлен от османския султан Абдул Меджид I през 1847 г.
В края на ХІХ – началото на ХХ век е прокопан временен канал между Варненския залив и Варненското езеро.
Днешният воден път е изграден през 1970-те години. Между Варненския залив и Варненското езеро каналът е двоен, образувайки най-големия канален остров в България (с размери ок. 3 километра х 900 метра), наричан от местните жители Острова.  Над него преминава известният Аспарухов мост. Този участък, наречен Канал № 1, е прокопан в периода от 1970 до 1976 година. Официално е открит на 1 септември 1976 г. Между езерата Варненско и Девненско е изкопан Канал № 2 през 1976 – 1978 г.